# Rally Costa de Almería de 1972

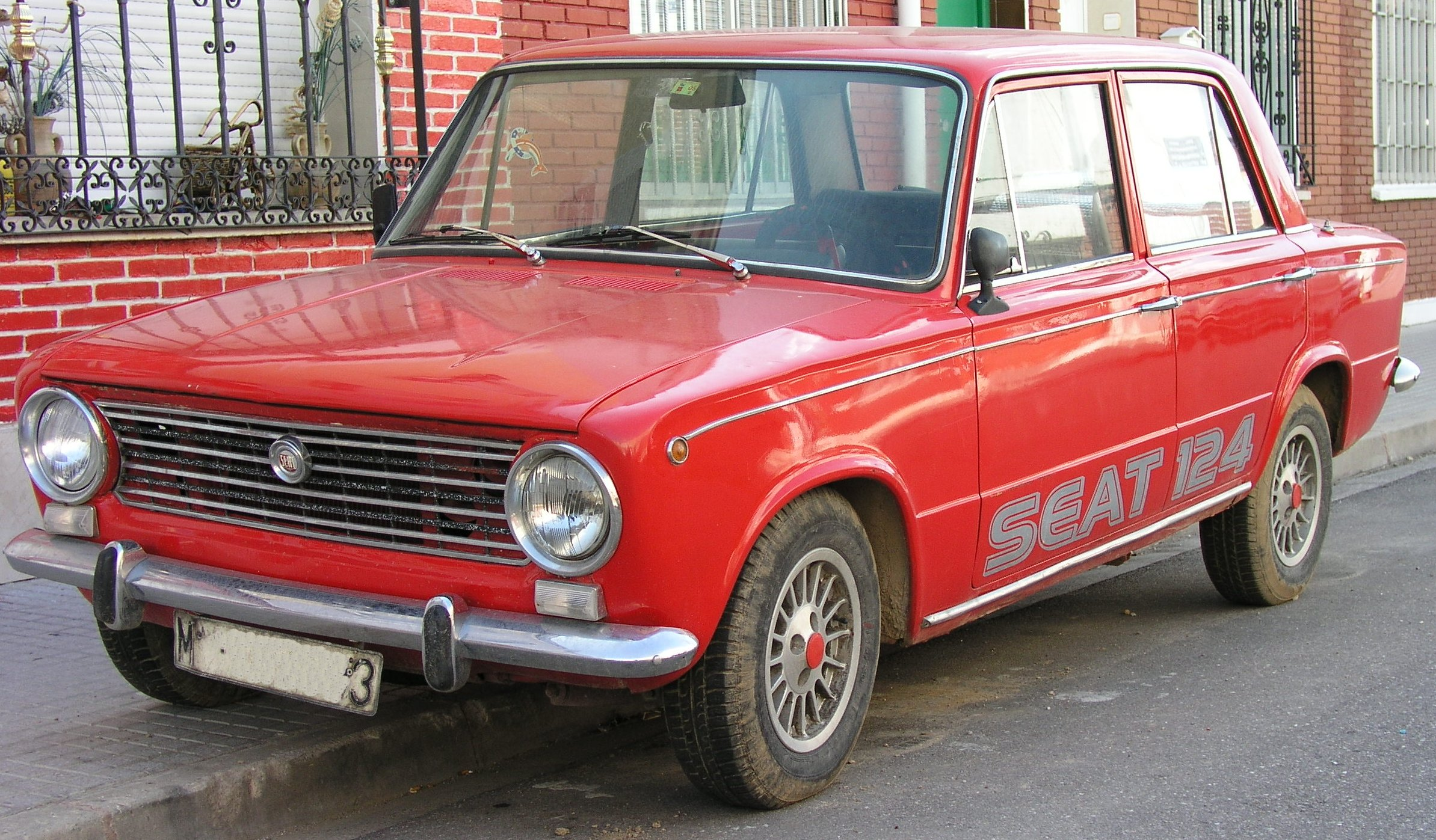
SEAT 124, similar al ganador, también de color rojo pero con el capó en negro. Jorge Bäbler lucía el dorsal número 9.

El 9.º Rally Automovilista Internacional Costa del Sol y III Universitario de 1972 fue la novena edición del Rally Costa del Sol y la vigesimoprimera ronda de la temporada 1972 del Campeonato de España de Rally. Se celebró entre el 9 y 10 de diciembre de 1972. Contó con un coeficiente 5.2, y fue puntuable para el Campeonato de España de Rally. El premio económico de esta edición ascendió a las 100 000 pesetas.
Se inscribieron un total de 78 pilotos, de los cuales 56 tomaron la salida y solamente 25 llegaron hasta la meta. El recorrido, de 605,2 km, contaba con una docena de tramos cronometrados que sumaban 125,2 km. Aunque en el resto de sus ediciones, el Rally Costa de Almería ha sido una competición sobre asfalto, las fuertes lluvias acaecidas pocos días antes provocaron inundaciones cuyos restos no pudieron ser limpiados a tiempo, por lo que la prueba fue declarada de superficie mixta.
La prueba contó con la participación del destacado piloto italiano Sandro Munari, quien eligió la prueba como preparación para el próximo Rally de Montecarlo dado que la salida se realizaría desde el mismo punto, y como prueba del venidero Lancia Stratos, todavía en fase de prototipo, aunque acabaría retirándose por un fallo de suspensión en el penúltimo tramo tras ir liderando el rally con comodidad.

## Clasificación final
| Pos. | Piloto                   | Copiloto             | Automóvil                  | Tiempo | Diferencia |
| ---- | ------------------------ | -------------------- | -------------------------- | ------ | ---------- |
| 1.   | Jorge Bäbler             | Ricardo Antolín      | SEAT 124 1600              |        |            |
| 2.   | Salvador Cañellas        | Daniel Ferrater      | SEAT 124 1600              |        |            |
| 3.   | Manuel Juncosa           | Víctor Sabater       | SEAT 1430                  |        |            |
| 4.   | «Roter Fogel»            | Jaime Ramón Guerrero | Porsche 911S               |        |            |
| 5.   | Alberto Franquet         | Juan Manuel Blanco   | SEAT 1430                  |        |            |
| 6.   | Gómez                    | Morales              | Alpine A110 Renault 1440   |        |            |
| 7.   | Carlos Roiz              | Félix Naranjo        | SEAT 124 1600              |        |            |
| 8.   | Sarauz                   | Bandera de España    | Alfa Romeo Giulia 2000 GTV |        |            |
| 9.   | «Memo»                   | José María Bascarán  | Simca 1000 Rallye          |        |            |
| 10.  | José Antonio Huete López | Bandera de España    | Simca 1000 Rallye          |        |            |
| DNF  | Sandro Munari            | Mario Mannucci       | Lancia Stratos HF          |        |            |